# موی قفسه سینه

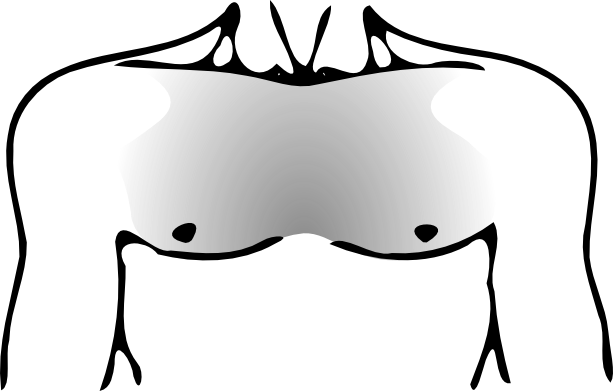
رایج‌ترین الگوی موی سینه

موی قفسهٔ سینه مویی است که بر روی قفسهٔ سینه جنس مذکر در منطقه بین گردن و شکم رشد می‌کند. موی قفسه سینه بعد از بلوغ همراه با انواع دیگر از موی مردانه ایجاد می‌شود.

## توسعه و رشد
اگر چه موی قفسه سینه ممکن است در دوران کودکی نیز وجود داشته باشد. موی قفسه سینه موی ترمینال است که به عنوان اثر ثانویهٔ افزایش آندروژن با توجه به بلوغ است.

## الگوها و ویژگی
وقوع و ویژگی‌های موی قفسه سینهٔ فرد به وضعیت هورمونی و سن فرد بستگی دارد. ژن در درجه اول تعیین کننده الگوها و ضخامت موی قفسه سینه است. برخی از مردان بسیار پرمو و برخی کم مو هستند.